# 胡荣 (杭州)
胡荣（?—?），字志仁，号容安，浙江钱塘县（今浙江省杭州市）人，清朝文人。

## 生平
胡荣家资富饶，修筑了容安园，天天和名士唱咏於其中。毛奇龄与他交友。胡荣作诗，兼长绘画。胡荣尝遨经常游历四方，北至燕赵山西河南，南至福建闽海，所至其地，则纪录当地风物。
著有《容安诗草》十卷，《诗馀》附，共二十一首。